# The Imitation Game
The Imitation Game är en amerikansk historisk thrillerfilm från 2014, i regi av Morten Tyldum. Manuset är skrivet av Graham Moore och är baserat på den biografiska boken Alan Turing: The Enigma av Andrew Hodges. Benedict Cumberbatch  spelar huvudrollen som Alan Turing. Vid Oscarsgalan 2015 nominerades filmen till 8 priser, inklusive för Bästa film, och vann en för Bästa manus efter förlaga.

## Handling
När Storbritannien förklarar krig mot Tyskland 1939 börjar matematikern Alan Turing arbeta för den brittiska underrättelsetjänsten på Bletchley Park. Hans uppgift är att knäcka koden till tyskarnas Enigmachiffer, som användes för att kryptera kodade meddelanden, och för detta tänker han uppfinna en datamaskin, senare kallad Colossus, som kan knäcka koderna fortare än vad en människa kan.

## Rollista
| Benedict Cumberbatch | – Alan Turing                            |
| Keira Knightley      | – Joan Clarke                            |
| Matthew Goode        | – Hugh Alexander                         |
| Rory Kinnear         | – inspektör Robert Nock                  |
| Allen Leech          | – John Cairncross                        |
| Matthew Beard        | – Peter Hilton                           |
| Charles Dance        | – kommendör Alastair Denniston           |
| Mark Strong          | – Stewart Menzies                        |
| James Northcote      | – Irving John Good                       |
| Steven Waddington    | – Supt Smith                             |
| Alex Lawther         | – Alan Turing som barn                   |
| Jack Bannon          | – Christopher Morcom                     |
| Tuppence Middleton   | – Helen                                  |
| David Charkham       | – William Kemp Lowther Clarke, Joans far |
| Victoria Wicks       | – Dorothy Clarke, Joans mor              |

## Utmärkelser
| Utmärkelse    | Kategori                        | Mottagare                                                                      | Resultat  |
| ------------- | ------------------------------- | ------------------------------------------------------------------------------ | --------- |
| Oscar         | Bästa manus efter förlaga       | Graham Moore                                                                   | Vann      |
| Oscar         | Bästa film                      | Nora Grossman, Ido Ostrowsky och Teddy Schwarzman                              | Nominerad |
| Oscar         | Bästa regi                      | Morten Tyldum                                                                  | Nominerad |
| Oscar         | Bästa manliga huvudroll         | Benedict Cumberbatch                                                           | Nominerad |
| Oscar         | Bästa kvinnliga biroll          | Keira Knightley                                                                | Nominerad |
| Oscar         | Bästa filmmusik                 | Alexandre Desplat                                                              | Nominerad |
| Oscar         | Bästa scenografi                | Maria Djurkovic och Tatiana Macdonald                                          | Nominerad |
| Oscar         | Bästa klippning                 | William Goldenberg                                                             | Nominerad |
| Golden Globes | Bästa film - drama              |                                                                                | Nominerad |
| Golden Globes | Bästa manliga huvudroll - drama | Benedict Cumberbatch                                                           | Nominerad |
| Golden Globes | Bästa kvinnliga biroll          | Keira Knightley                                                                | Nominerad |
| Golden Globes | Bästa manus                     | Graham Moore                                                                   | Nominerad |
| Golden Globes | Bästa musik                     | Alexandre Desplat                                                              | Nominerad |
| BAFTA Awards  | Bästa film                      | Nora Grossman, Ido Ostrowsky och Teddy Schwarzman                              | Nominerad |
| BAFTA Awards  | Bästa brittiska film            | Morten Tyldum, Nora Grossman, Ido Ostrowsky, Teddy Schwarzman och Graham Moore | Nominerad |
| BAFTA Awards  | Bästa manliga huvudroll         | Benedict Cumberbatch                                                           | Nominerad |
| BAFTA Awards  | Bästa kvinnliga biroll          | Keira Knightley                                                                | Nominerad |
| BAFTA Awards  | Bästa manus efter förlaga       | Graham Moore                                                                   | Nominerad |
| BAFTA Awards  | Bästa ljud                      | John Midgley, Lee Walpole, Stuart Hilliker och Martin Jensen                   | Nominerad |
| BAFTA Awards  | Bästa produktionsdesign         | Maria Djurkovic och Tatiana Macdonald                                          | Nominerad |
| BAFTA Awards  | Bästa kostym                    | Sammy Sheldon                                                                  | Nominerad |
| BAFTA Awards  | Bästa klippning                 | William Goldenberg                                                             | Nominerad |